# Лемак Василь Васильович
Лемак Василь Васильович (нар. 15 лютого 1970, с. Вільхівка Іршавського району Закарпатської області) — український правознавець, фахівець з питань теорії та історії держави і права, доктор юридичних наук, професор, член-кореспондент Національної академії правових наук України. З 2 березня 2018 року обіймає посаду судді Конституційного Суду України за квотою Президента України. 

## Життєпис
Народився 15 лютого 1970 року в селі Вільхівка Іршавського району Закарпатської області. Завершив Хустську школу-інтернат. У 1993 році закінчив історичний факультет Ужгородського державного університету, у 1997 році — юридичний факультет цього ж університету.
Протягом 1993—2004 років працював на посадах старшого юрисконсульта, асистента, старшого викладача, доцента, професора кафедри теорії та історії держави і права юридичного факультету Ужгородського національного університету. У 1998—2004 роках водночас — заступник декана юридичного факультету з виховної роботи, а у 2004—2018 роках — завідувач кафедри теорії та історії держави і права юридичного факультету цього ж університету. Протягом 2012 — серпня 2013 року — виконував обов’язки першого проректора. 27 лютого 2018 року Указом Президента України за результатами конкурсу призначений суддею Конституційного Суду України. Присягу склав 2 березня 2018 року.

## Наукова кар’єра
У 1996 році захистив дисертацію на здобуття наукового ступеня кандидата юридичних наук на тему: «Закарпаття в державно-правовій системі Чехословацької Республіки (1919–1939 рр.)» (спеціальність 12.00.01). У 2001 році йому надано вчене звання доцента. У 2003 році захистив дисертацію на здобуття наукового ступеня доктора юридичних наук на тему: «Правова реформа в Чехії і Словаччині в умовах постсоціалістичної модернізації: теоретичні і практичні аспекти» (спеціальність 12.00.01). Науковий ступінь доктора юридичних наук присуджено у 2004 році, вчене звання професора присвоєно у 2006 році. 
У 2009 році обраний членом-кореспондентом Академії правових наук України.

### Наукові напрямки
Напрями наукових досліджень — теоретико-правові проблеми державотворення в Україні в контексті досвіду країн Центральної Європи. Опублікував понад 150 наукових та навчально-методичних праць, серед яких: «Карпатська Україна 1938–1939 рр.: державно-правовий аспект» (1993), «Основи держави і права: навчальний посібник» (1999), «Конституційне (державне) право зарубіжних країн» (2001), «Теорія держави для юристів і політологів: навчальний посібник» (2002), «Постсоціалістична держава: теоретико-правові проблеми: монографія» (2003), «Загальна теорія держави і права: методичні матеріали» (2004), «Правова система України: історія, стан та перспективи: у 5 т. Т. 1: Методологічні та історико-теоретичні проблеми формування і розвитку правової системи України» (у співавт., 2008 (укр.), 2011 (рос.), 2013 (англ.), «Актуальні проблеми розвитку правової системи України: навчально-методичний посібник» (2009), «Конституція України: Науково-практичний коментар» (у співавт., 2011), «Актуальні проблеми теорії держави і права (для магістрів і спеціалістів)» (у співавт., 2012), «Теорія держави і права (навчально-методичний комплекс)» (у співавт., 2012), «Тестові завдання з теорії держави і права. Базовий рівень для студентів 1-го курсу напряму «Правознавство» (у співавт., 2012), «Правова доктрина України: у 5 т. Т. 1: Загальнотеоретична та історична юриспруденція» (у співавт., 2013 (укр.), 2015 (англ.), «Велика українська юридична енциклопедія: у 20 т. Т. 1: Історія держави і права України; Т. 2: Філософія права; Т. 3: Загальна теорія права» (у співавт., 2016 — 2017).

### Науково-редакційна діяльність
Член редакційних колегій наукових видань «Вісник Національної академії правових наук України», «Регіональні студії», «Науковий вісник Ужгородського національного університету (серія «Право»)», «Публічне право», «Філософія права та загальна теорія права». Член спеціалізованої вченої ради Д 64.086.02 у Національному юридичному університеті імені Ярослава Мудрого та спеціалізованої вченої ради Д 35.051.03 у Львівському національному університеті імені Івана Франка.

## Законотворча діяльність
Брав участь у розробці проектів законів України: «Про політичні партії», «Про відновлення і збереження національної пам’яті Українського народу». Був включений до складу Наукової комісії Міністерства освіти і науки України (2007–2008), а також до складу групи експертів МОН України з питань ліцензування та акредитації (2005–2009). У складі робочої групи Ради з питань судової реформи України був розробником проекту закону «Про Конституційний Суд України» (2016). Перебував у складі Національної конституційної ради, створеної Президентом України. Вчений секретар Західного регіонального центру Національної академії правових наук України (2017).

## Конституційний Суд України
27 лютого 2018 року Указом Президента України № 46/2018 від 27.02.2018 призначений Суддею Конституційного Суду України.
Офіційну присягу Судді Конституційного суду прийняв 2 березня 2018 року.

## Відзнаки
- Нагороджений Почесною грамотою Верховної Ради України (2011).